# La teoría de los sentimientos morales
La teoría de los sentimientos morales es un libro de 1759 de Adam Smith. Proporcionó los fundamentos éticos, filosóficos, psicológicos y metodológicos a los trabajos posteriores de Smith, incluidos La riqueza de las naciones (1776), Ensayos sobre temas filosóficos (1795) y Conferencias sobre Justicia, Policía, Ingresos y Armas (1763) (publicado por primera vez en 1896).

## Descripción general
En términos generales, Smith siguió los puntos de vista de su mentor, Francis Hutcheson de la Universidad de Glasgow, quien dividió la filosofía moral en cuatro partes: Ética y Virtud; Derechos privados y libertades naturales; Derechos familiares (llamados Economía); y derechos estatales e individuales (llamados política).

### Sexto sentido
Hutcheson había abandonado la visión psicológica de la filosofía moral, afirmando que los motivos eran demasiado volubles para ser utilizados como base para un sistema filosófico. En cambio, planteó la hipótesis de un "sexto sentido" dedicado para explicar la moralidad. Esta idea, que será retomada por David Hume (ver Tratado de la naturaleza humana), afirmaba que el hombre se complace en la utilidad.

### Método experimental
Smith rechazó la confianza de su maestro en este sentido especial. A partir de 1741, Smith se propuso la tarea de utilizar el "método experimental" de Hume (apelando a la experiencia humana) para reemplazar el "sentido moral" específico por un enfoque pluralista de la moralidad basado en una multitud de motivos psicológicos. La teoría de los sentimientos morales comienza con la siguiente afirmación:
Por más egoísta que pueda suponerse el hombre, es evidente que hay algunos principios en su naturaleza que le interesan en la suerte de los demás y le hacen necesaria su felicidad, aunque no deriva nada de ello, excepto el placer de verlo. De este tipo es la piedad o la compasión, la emoción que sentimos por la miseria de los demás, cuando la vemos o se nos hace concebirla de una manera muy viva. El hecho de que a menudo derivemos el dolor de los dolores de los demás es un hecho demasiado obvio para requerir ejemplos para probarlo; porque este sentimiento, como todas las demás pasiones originales de la naturaleza humana, no se limita en modo alguno a los virtuosos o humanos, aunque tal vez lo sientan con la más exquisita sensibilidad. El mayor rufián, el violador más empedernido de las leyes de la sociedad, no está del todo sin él.

### Simpatía
Smith se apartó de la tradición del "sentido moral" de Shaftesbury, Hutcheson y Hume, ya que el principio de simpatía ocupa el lugar de ese órgano. "Simpatía" fue el término que Smith usó para el sentimiento de estos sentimientos morales. Fue el sentimiento con las pasiones ajenas. Operó a través de una lógica de espejo, en la que un espectador reconstruye imaginativamente la experiencia de la persona que observa:
Como no tenemos una experiencia inmediata de lo que sienten otros hombres, no podemos formarnos una idea de la forma en que se ven afectados, sino al concebir lo que nosotros deberíamos sentir en una situación similar. Aunque nuestro hermano está en el potro, mientras nosotros estemos cómodos, nuestros sentidos nunca nos informarán de lo que sufre. Nunca hicieron, y nunca podrán, llevarnos más allá de nuestra propia persona, y es sólo mediante la imaginación que podemos formarnos una concepción de cuáles son sus sensaciones. Tampoco esa facultad puede ayudarnos a esto de otra manera que representándonos lo que sería nuestro, si estuviéramos en su caso. Son las impresiones de nuestros propios sentidos, no los de él, lo que copia nuestra imaginación. Por la imaginación, nos colocamos en su situación...
Sin embargo, Smith rechazó la idea de que el hombre fuera capaz de formar juicios morales más allá de una esfera limitada de actividad, nuevamente centrada en su propio interés:
La administración del gran sistema del universo... el cuidado de la felicidad universal de todos los seres racionales y sensibles, es asunto de Dios y no del hombre. Al hombre se le asigna un departamento mucho más humilde, pero mucho más adecuado a la debilidad de sus poderes, y a la estrechez de su comprensión: el cuidado de su propia felicidad, de la de su familia, de sus amigos, de su país... Pero aunque estamos... dotados de un deseo muy fuerte de esos fines, se ha confiado a las determinaciones lentas e inciertas de nuestra razón el encontrar los medios adecuados para lograrlos. La naturaleza nos ha dirigido a la mayor parte de ellos por instintos originales e inmediatos. El hambre, la sed, la pasión que une a los dos sexos y el pavor al dolor, nos impulsan a aplicar esos medios por sí mismos, y sin tener en cuenta su tendencia a los fines benéficos que el gran Director de la naturaleza pretendía producir con ellos.
Los ricos sólo seleccionan del montón lo que es más precioso y agradable. Consumen poco más que los pobres, y a pesar de su egoísmo y rapacidad naturales, aunque sólo se refieran a su propia conveniencia, aunque el único fin que proponen del trabajo de todos los miles a quienes emplean sea la gratificación de los suyos y sus deseos vanos e insaciables, reparten con los pobres el producto de todas sus mejoras. Son guiados por una mano invisible para hacer casi la misma distribución de las necesidades de la vida, que se habrían hecho si la tierra hubiera sido dividida en porciones iguales entre todos sus habitantes, y así sin proponérselo, sin saberlo, avanzar el interés de la sociedad, y proporcionar medios para la multiplicación de la especie.
En una conferencia publicada, Vernon L. Smith argumentó además que Teoría de los sentimientos morales y La riqueza de las naciones se abarcaban juntas:

un axioma de comportamiento, la propensión a intercambiar, intercambiar e intercambiar una cosa por otra, donde los objetos de intercambio que interpretaré incluyen no solo bienes, sino también obsequios, asistencia y favores por simpatía... si son bienes o favores los que se intercambian, otorgan ganancias del comercio que los humanos buscan sin descanso en todas las transacciones sociales. Por lo tanto, el axioma único de Adam Smith, interpretado de manera amplia... es, empresa cultural. Explica por qué la naturaleza humana parece ser al mismo tiempo egocéntrica y ajena.

## La teoría de los sentimientos morales: Edición 6
Consta de 7 partes:
- Parte I: De la propiedad de la acción.
- Parte II: De mérito y demérito; o de los objetos de recompensa y castigo
- Parte III: De los fundamentos de nuestros juicios sobre nuestros propios sentimientos y conducta, y del sentido del deber.
- Parte IV: Del efecto de la utilidad sobre los sentimientos de aprobación.
- Parte V: De la influencia de la costumbre y la moda sobre los sentimientos de aprobación y desaprobación moral.
- Parte VI: Del carácter de la virtud.
- Parte VII: De los sistemas de filosofía moral

### Parte I: De la propiedad de la acción
La primera parte de  La teoría de los sentimientos morales  consta de tres secciones:
- Sección 1: Del sentido de la propiedad.
- Sección 2: De los grados en los que las diferentes pasiones son consistentes con la propiedad.
- Sección 3: De los efectos de la prosperidad y la adversidad sobre el juicio de la humanidad con respecto a la propiedad de la acción; y por qué es más fácil obtener su aprobación en un estado que en el otro

#### Parte I, Sección I: Del sentido de propiedad
La sección 1 consta de 5 capítulos:
- Capítulo 1: De simpatía
- Capítulo 2: Del placer de la simpatía mutua
- Capítulo 3: De la manera en que juzgamos la corrección o impropiedad de los afectos de otros hombres por su concordia o disonancia con los nuestros.
- Capítulo 4: Continuación del mismo tema
- Capítulo 5: De las virtudes amables y respetables

##### Parte I, Sección I, Capítulo I: De simpatía
Según Smith, las personas tienen una tendencia natural a preocuparse por el bienestar de los demás sin otra razón que el placer que uno obtiene al verlos felices. Él llama a esto simpatía, definiéndolo como "nuestro sentimiento de compañerismo con cualquier pasión". Sostiene que esto ocurre bajo cualquiera de dos condiciones:
- Vemos de primera mano la fortuna o la desgracia de otra persona
- La fortuna o la desgracia se nos representa vívidamente.

Si bien esto es aparentemente cierto, sigue argumentando que esta tendencia se encuentra incluso en "el más rufián, el violador más empedernido de las leyes de la sociedad" (p. 2).
Smith también propone varias variables que pueden moderar el grado de simpatía, señalando que la "situación" que es la causa de la pasión es un gran determinante de nuestra respuesta:
- La viveza del relato de la condición de otra persona.

Un punto importante planteado por Smith es que el grado en que simpatizamos, o "temblamos y nos estremecemos al pensar en lo que él siente", es proporcional al grado de viveza en nuestra observación o la descripción del evento.
- Conocimiento de las causas de las emociones.

Al observar la ira de otra persona, por ejemplo, es poco probable que simpaticemos con esta persona porque "no estamos familiarizados con su provocación" y, como resultado, no podemos imaginar cómo es sentir lo que siente. Además, dado que podemos ver el "miedo y el resentimiento" de aquellos que son el blanco de la ira de la persona, es probable que simpaticemos con ellos y nos pongamos del lado de ellos. Por lo tanto, las respuestas de simpatía a menudo están condicionadas a las causas de la emoción en la persona con la que se simpatiza, o su magnitud está determinada por ellas.
- Si otras personas están involucradas en la emoción.

Específicamente, las emociones como la alegría y el dolor nos hablan de la "buena o mala fortuna" de la persona en la que las estamos observando, mientras que la ira nos habla de la mala suerte con respecto a otra persona. Es la diferencia entre las emociones intrapersonales, como la alegría y el dolor, y las emociones interpersonales, como la ira, lo que causa la diferencia en la simpatía, según Smith. Es decir, las emociones intrapersonales desencadenan al menos algo de simpatía sin necesidad de contexto, mientras que las emociones interpersonales dependen del contexto.
También propone una respuesta 'motora' natural al ver las acciones de los demás: si vemos un cuchillo cortando la pierna de una persona, hacemos una mueca de dolor, si vemos a alguien bailar, nos movemos de la misma manera, sentimos las heridas de los demás como si los teníamos nosotros mismos.
Smith deja en claro que simpatizamos no solo con la miseria de los demás, sino también con la alegría; Afirma que observar un estado emocional a través de las "miradas y gestos" en otra persona es suficiente para iniciar ese estado emocional en nosotros. Además, generalmente somos insensibles a la situación "real" de la otra persona; en cambio, somos sensibles a cómo nos sentiríamos nosotros mismos si estuviéramos en la situación de la otra persona. Por ejemplo, una madre con un bebé que sufre siente "la imagen más completa de miseria y angustia" mientras que el niño simplemente siente "la inquietud del instante presente".

##### Parte I, Sección I, Capítulo II: De placer y simpatía mutua
Smith continúa argumentando que las personas sienten placer por la presencia de "otros" con las mismas emociones que el "yo" de uno, y disgusto en presencia de aquellos con emociones "contrarias". Smith sostiene que este placer no es el resultado del interés propio: que es más probable que los demás se ayuden a sí mismos si se encuentran en un estado emocional similar. Smith también sostiene que el placer de la simpatía mutua no se deriva simplemente de un aumento de la emoción sentida original amplificada por la otra persona. Smith señala además que las personas obtienen más placer de la simpatía mutua de las emociones negativas que de las positivas; nos sentimos "más ansiosos por comunicar a nuestros amigos" nuestras emociones negativas.
Smith propone que la simpatía mutua aumenta la emoción original y "libera" a la persona del dolor. Este es un modelo de 'alivio' de simpatía mutua, donde la simpatía mutua aumenta el dolor pero también produce placer a partir del alivio "porque la dulzura de su simpatía compensa con creces la amargura de ese dolor" (p. 14). En contraste, burlarse o bromear sobre su dolor es el "insulto más cruel" que uno puede infligir a otra persona:

Parecer no verse afectado por la alegría de nuestros compañeros no es más que falta de cortesía; pero no llevar un semblante serio cuando nos cuentan sus aflicciones, es una inhumanidad real y grosera(p. 14).

Deja en claro que la simpatía mutua de las emociones negativas es una condición necesaria para la amistad, mientras que la simpatía mutua de las emociones positivas es deseable pero no requerida. Esto se debe al "consuelo curativo de la simpatía mutua" que "se requiere" que un amigo brinde en respuesta al "dolor y el resentimiento", como si no hacerlo fuera similar a no ayudar a los "heridos" físicamente. .
No solo obtenemos placer de la simpatía de los demás, sino que también obtenemos placer de poder simpatizar con los demás con éxito, y nos sentimos incómodos por no hacerlo. Simpatizar es placentero, no simpatizar es aversivo. Smith también argumenta que no simpatizar con otra persona puede no ser aversivo para nosotros, pero podemos encontrar la emoción de la otra persona infundada y culparla, como cuando otra persona experimenta una gran felicidad o tristeza en respuesta a un evento que pensamos. no debería justificar tal respuesta.

##### Parte I, Sección I, Capítulo III: De la manera en que juzgamos lo correcto o impropio de los afectos de otros hombres por su concordia o disonancia con los nuestros
Smith presenta el argumento de que la aprobación o desaprobación de los sentimientos de los demás está completamente determinada por si simpatizamos o no simpatizamos con sus emociones. Específicamente, si simpatizamos con los sentimientos de otro, juzgamos que sus sentimientos son justos, y si no simpatizamos, juzgamos que sus sentimientos son injustos.
Esto también se aplica a cuestiones de opinión, ya que Smith afirma rotundamente que juzgamos las opiniones de los demás como correctas o incorrectas simplemente determinando si están de acuerdo con nuestras propias opiniones. Smith también cita algunos ejemplos en los que nuestro juicio no está en consonancia con nuestras emociones y simpatía, como cuando juzgamos el dolor de un extraño que ha perdido a su madre como justificado aunque no sabemos nada sobre el extraño y no nos compadecemos. Sin embargo, según Smith, estos juicios no emocionales no son independientes de la simpatía en el sentido de que, aunque no sentimos simpatía, reconocemos que la simpatía sería apropiada y nos llevaría a este juicio y, por lo tanto, consideramos que el juicio es correcto.
Sistemas políticos ideales o utópicos: El hombre de sistema ... tiende a ser muy sabio en su propia opinión; y a menudo está tan enamorado de la supuesta belleza de su propio plan ideal de gobierno, que no puede sufrir ni el más mínimo desviación de cualquier parte de ella.
Continúa estableciéndolo íntegramente y en todas sus partes, sin tener en cuenta ni los grandes intereses ni los fuertes prejuicios que puedan oponerse.
Parece imaginarse que puede ordenar a los diferentes miembros de una gran sociedad con tanta facilidad como la mano organiza las diferentes piezas sobre un tablero de ajedrez.
No considera que las piezas del tablero de ajedrez no tengan otro principio de movimiento además del que la mano imprime en ellas; pero que, en el gran tablero de ajedrez de la sociedad humana, cada pieza tiene un principio de movimiento propio, completamente diferente del que la legislatura podría optar por imprimir en ella.
Si esos dos principios coinciden y actúan en la misma dirección, el juego de la sociedad humana continuará fácil y armoniosamente, y es muy probable que sea feliz y exitoso.
Si son opuestos o diferentes, el juego continuará miserablemente y la sociedad debe estar en todo momento en el más alto grado de desorden ".
- Adam Smith, La teoría de los sentimientos morales, 1759
A continuación, Smith plantea que no solo se juzgan y usan las consecuencias de las acciones de uno para determinar si uno es justo o injusto al cometerlas, sino también si los sentimientos de uno justificaron la acción que produjo las consecuencias. Por lo tanto, la simpatía juega un papel en la determinación de los juicios de las acciones de los demás, ya que si simpatizamos con los afectos que provocaron la acción, es más probable que juzguemos la acción como justa, y viceversa:

Si al traer el caso a nuestro propio corazón, encontramos que los sentimientos a los que da ocasión coinciden y concuerdan con los nuestros, necesariamente los aprobamos como proporcionados y adecuados a sus objetos; de lo contrario, necesariamente los desaprobamos por extravagantes y desproporcionados (p. 20).

##### Parte I, Sección I, Capítulo IV: El mismo tema continúa
Smith delinea dos condiciones bajo las cuales juzgamos la "propiedad o impropiedad de los sentimientos de otra persona":
- 1 Cuando los objetos de los sentimientos se consideran solos
- 2 Cuando los objetos de los sentimientos se consideren en relación con la persona u otras personas

Cuando los sentimientos de uno coinciden con los de otra persona cuando el objeto se considera solo, entonces juzgamos que su sentimiento está justificado. Smith enumera objetos que se encuentran en uno de dos dominios: ciencia y gusto. Smith sostiene que la simpatía no juega un papel en los juicios de estos objetos; las diferencias de juicio surgen sólo debido a la diferencia de atención o agudeza mental entre las personas. Cuando el juicio de otra persona concuerda con nosotros sobre este tipo de objetos, no es notable; sin embargo, cuando el juicio de otra persona difiere del nuestro, asumimos que tiene alguna habilidad especial para discernir características del objeto que aún no hemos notado y, por lo tanto, ve su juicio con una aprobación especial llamada "admiración".
Smith continúa señalando que asignamos valor a los juicios no basados en la utilidad (utilidad) sino en la similitud con nuestro propio juicio, y atribuimos a esos juicios que están en línea con los nuestros las cualidades de corrección o verdad en la ciencia, y justicia o delicadeza en el gusto. Por lo tanto, la utilidad de un juicio es "claramente una ocurrencia tardía" y "no lo que primero los recomienda para nuestra aprobación".
De los objetos que caen en la segunda categoría, como la desgracia de uno mismo o de otra persona, Smith sostiene que no existe un punto de partida común para el juicio, pero que son mucho más importantes para mantener las relaciones sociales. Los juicios del primer tipo son irrelevantes siempre que uno sea capaz de compartir un sentimiento de simpatía con otra persona; las personas pueden conversar en total desacuerdo sobre los objetos del primer tipo siempre que cada uno aprecie los sentimientos del otro en un grado razonable. Sin embargo, las personas se vuelven intolerables entre sí cuando no sienten o simpatizan con las desgracias o el resentimiento del otro: "Estás confundido por mi violencia y pasión, y yo estoy enfurecido por tu fría insensibilidad y falta de sentimientos".
Otro punto importante que hace Smith es que nuestra simpatía nunca alcanzará el grado de "violencia" de la persona que la experimenta, ya que nuestra propia "seguridad" y comodidad, así como la separación del objeto ofensor, constantemente "se entrometen" en nuestros esfuerzos por inducir un estado de simpatía en nosotros mismos. Así, la simpatía nunca es suficiente, ya que el "único consuelo" para quien la sufre es "ver las emociones de su corazón, en todos los sentidos, batir el tiempo al suyo, en las pasiones violentas y desagradables". Por lo tanto, es probable que la víctima original amortigüe sus sentimientos para estar en "concordancia" con el grado de sentimiento que puede expresar la otra persona, que siente sólo debido a la capacidad de la imaginación. Es esto lo que "basta para la armonía de la sociedad". La persona no solo amortigua su expresión de sufrimiento con el propósito de simpatizar, sino que también toma la perspectiva de la otra persona que no está sufriendo, cambiando así lentamente su perspectiva y permitiendo la calma de la otra persona y la reducción de la violencia de la persona. sentimiento para mejorar su espíritu.
Como es probable que un amigo muestre más simpatía que un extraño, un amigo en realidad ralentiza la reducción de nuestras penas porque no moderamos nuestros sentimientos al simpatizar con la perspectiva del amigo en la medida en que reducimos nuestros sentimientos en la presencia. de conocidos, o un grupo de conocidos. Esta paulatina atenuación de nuestros dolores a partir de la repetida toma de perspectiva de alguien en un estado más tranquilo hace que "la sociedad y la conversación... sean los remedios más poderosos para devolver la tranquilidad a la mente".

##### Parte I, Sección I, Capítulo V: De las virtudes amables y respetables
Smith comienza a utilizar una nueva distinción importante en esta sección y más tarde en la sección anterior:
- La "persona principalmente interesada": La persona que ha tenido emociones despertadas por un objeto.
- El espectador: La persona que observa y simpatiza con la "persona principalmente interesada" excitada emocionalmente.

Estas dos personas tienen dos conjuntos diferentes de virtudes. La persona principalmente interesada, al "bajar las emociones a lo que el espectador puede aceptar", demuestra "abnegación" y "autogobierno", mientras que el espectador muestra "la condescendencia sincera y la humanidad indulgente" de "entrar en los sentimientos de la persona principalmente interesada."
Smith vuelve a la ira y cómo encontramos "detestable ... la insolencia y brutalidad" de la persona principalmente afectada, pero "admiramos ... la indignación que naturalmente suscita en la del espectador imparcial". Smith concluye que la "perfección" de la naturaleza humana es esta simpatía mutua, o "amar a nuestro prójimo como nos amamos a nosotros mismos" al "sentir mucho por los demás y poco por nosotros mismos" y entregarse a "afectos benévolos". Smith deja en claro que es esta capacidad de "dominarnos a nosotros mismos" nuestras "pasiones ingobernables" mediante la simpatía por los demás lo que es virtuoso.
Smith además distingue entre virtud y decoro:

#### Parte I, Sección II: De los grados en los que las diferentes pasiones son consistentes con la propiedad
La sección 2 consta de 5 capítulos:
- Capítulo 1: De las pasiones que tienen su origen en el cuerpo
- Capítulo 2: De las pasiones que tienen su origen en un giro o hábito particular de la imaginación.
- Capítulo 3: De las pasiones antisociales
- Capítulo 4: De las pasiones sociales
- Capítulo 5: De las pasiones egoístas

Smith comienza señalando que el espectador sólo puede simpatizar con las pasiones de "tono" medio. Sin embargo, este nivel medio en el que el espectador puede simpatizar depende de qué "pasión" o emoción se esté expresando; con algunas emociones, incluso la expresión más justificada de no puede tolerarse con un alto nivel de fervor, en otras, la simpatía en el espectador no está limitada por la magnitud de la expresión, aunque la emoción no está tan bien justificada. Una vez más, Smith enfatiza que las pasiones específicas se considerarán apropiadas o inapropiadas en diversos grados según el grado en que el espectador sea capaz de simpatizar, y que el propósito de esta sección es especificar qué pasiones evocan simpatía y cuáles no y, por lo tanto, que se consideran apropiados y no apropiados.

##### Parte I, Sección II, Capítulo I: De las pasiones que tienen su origen en el cuerpo
Dado que no es posible simpatizar con los estados corporales o "apetitos que tienen su origen en el cuerpo", es impropio mostrárselos a otros, según Smith. Un ejemplo es "comer vorazmente" cuando tiene hambre, ya que el espectador imparcial puede simpatizar un poco si hay una descripción vívida y una buena causa para este hambre, pero no en gran medida, ya que el hambre en sí no puede inducirse a partir de una mera descripción. Smith también incluye el sexo como una pasión del cuerpo que se considera indecente en la expresión de los demás, aunque hace notar que no tratar a una mujer con más "alegría, cortesía y atención" también sería inapropiado para un hombre. Expresar dolor también se considera impropio.
Smith cree que la causa de la falta de simpatía por estas pasiones corporales es que "no podemos entrar en ellas" nosotros mismos (pág. 40). Templanza, según el relato de Smith, es tener control sobre las pasiones corporales.
Por el contrario, las pasiones de la imaginación, como la pérdida del amor o la ambición, son fáciles de simpatizar porque nuestra imaginación puede adaptarse a la forma de la víctima, mientras que nuestro cuerpo no puede hacer tal cosa con el cuerpo de la víctima. El dolor es fugaz y el daño solo dura mientras se inflige la violencia, mientras que un insulto dura más para dañar porque nuestra "imaginación" sigue dándole vueltas. Asimismo, los dolores corporales que inducen miedo, como un corte, herida o fractura, evocan simpatía por el peligro que suponen para nosotros; es decir, la simpatía se activa principalmente al "imaginar" cómo sería para nosotros.

##### Parte I, Sección II, Capítulo II: De las pasiones que tienen su origen en un giro o hábito particular de la imaginación
Las pasiones que "tienen su origen en un giro o hábito de la imaginación en particular" son "poco simpatizadas". Estos incluyen el amor, ya que es poco probable que entremos en nuestro propio sentimiento de amor en respuesta al de otra persona y, por lo tanto, es poco probable que simpaticemos. Afirma además que el amor "siempre se ríe de él, porque no podemos entrar en él" nosotros mismos.
En lugar de inspirar amor en nosotros mismos y, por lo tanto, simpatía, el amor hace que el espectador imparcial sea sensible a la situación y las emociones que pueden surgir de la ganancia o pérdida del amor. Una vez más, esto se debe a que es fácil imaginar  esperar  el amor o  temer  la pérdida del amor, pero no la experiencia real del mismo, y que la  pasión feliz, por esta razón, nos interesa mucho menos que la Temeroso y melancólico "de perder la felicidad (pág. 49). Por lo tanto, el amor inspira simpatía no por el amor en sí mismo, sino por la anticipación de las emociones al ganarlo o perderlo.
Smith, sin embargo, encuentra el amor "ridículo" pero "no naturalmente odioso". Por lo tanto, simpatizamos con la "humanidad, generosidad, bondad, amistad y estima" del amor. Sin embargo, como estas emociones secundarias son excesivas en el amor, no se deben expresar sino en tonos moderados según Smith, como:

Todos estos son objetos que no podemos esperar que interesen a nuestros compañeros en el mismo grado en que nos interesan a nosotros.

No hacerlo crea mala compañía y, por lo tanto, aquellos con intereses específicos y "amor" por pasatiempos deben mantener sus pasiones para aquellos con almas gemelas ("Un filósofo es compañía sólo para un filósofo") o para ellos mismos.

##### Parte I, Sección II, Capítulo III: De las pasiones antisociales
Smith habla del odio y el resentimiento a continuación, como "pasiones antisociales". Según Smith, estas son pasiones de la imaginación, pero la simpatía solo puede evocarse en el espectador imparcial cuando se expresa en tonos moderados. Debido a que estas pasiones conciernen a dos personas, a saber, el ofendido (la persona resentida o enojada) y el ofensor, nuestras simpatías se encuentran naturalmente atraídas entre estos dos. Específicamente, aunque simpatizamos con la persona ofendida, tememos que la persona ofendida pueda dañar al ofensor y, por lo tanto, también tememos y simpatizamos con el peligro que enfrenta el ofensor.
El espectador imparcial simpatiza con la persona ofendida de una manera, como se enfatizó anteriormente, de tal manera que la mayor simpatía ocurre cuando la persona ofendida expresa ira o resentimiento de una manera moderada. Específicamente, si la persona ofendida parece justa y moderada al enfrentar la ofensa, entonces esto magnifica la fechoría cometida contra el ofendido en la mente del espectador, aumentando la simpatía. Aunque el exceso de ira no engendra simpatía, tampoco lo hace muy poca ira, ya que esto puede indicar miedo o indiferencia por parte del ofendido. Esta falta de respuesta es tan despreciable para el espectador imparcial como los excesos de la ira.
Sin embargo, en general, cualquier expresión de enojo es inapropiada en presencia de otros. Esto se debe a que "los efectos inmediatos [de la ira] son desagradables" así como los cuchillos de la cirugía son desagradables para el arte, ya que el efecto inmediato de la cirugía es desagradable aunque el efecto a largo plazo esté justificado. Del mismo modo, incluso cuando la ira se provoca con justicia, es desagradable. Según Smith, esto explica por qué nos reservamos la simpatía hasta que sepamos la causa del enfado o resentimiento, ya que, si la emoción no está justificada por la acción de otra persona, entonces el desagrado inmediato y la amenaza a la otra persona (y por simpatía a nosotros mismos) abruman cualquier simpatía que el espectador pueda tener por el ofendido. En respuesta a expresiones de enfado, odio o resentimiento, es probable que el espectador imparcial no sienta enfado por simpatía por el ofendido, sino enfado "hacia" el ofendido por expresar tal aversión. Smith cree que hay alguna forma de optimalidad natural en la aversión de estas emociones, ya que reduce la propagación de la mala voluntad entre las personas y, por lo tanto, aumenta la probabilidad de sociedades funcionales.
Smith también plantea que la ira, el odio y el resentimiento son desagradables para el ofendido principalmente por la idea de sentirse ofendido más que por la ofensa en sí misma. Él comenta que es probable que podamos prescindir de lo que nos quitaron, pero es la imaginación lo que nos enfurece ante la idea de que nos quiten algo. Smith cierra este apartado remarcando que el espectador imparcial no simpatizará con nosotros a menos que estemos dispuestos a soportar daños, con el objetivo de mantener relaciones sociales positivas y de humanidad, con ecuanimidad, siempre y cuando no nos ponga en una situación de ser. "expuesto a perpetuos insultos". Sólo "con desgana, por necesidad y como consecuencia de grandes y repetidas provocaciones"  debemos vengarnos de los demás. Smith deja en claro que debemos tener mucho cuidado de no actuar sobre las pasiones de la ira, el odio, el resentimiento, por razones puramente sociales, y en su lugar imaginar lo que el espectador imparcial consideraría apropiado, y basar nuestra acción "únicamente" en un cálculo en frío.

##### Parte I, Sección II, Capítulo IV: De las pasiones sociales
Las emociones sociales como "generosidad, humanidad, bondad, compasión, amistad mutua y estima" son consideradas abrumadoramente con aprobación por parte del espectador imparcial. La simpatía de los sentimientos "benévolos" conduce a la total simpatía por parte del espectador tanto de la persona en cuestión como del objeto de estas emociones y no se sienten como aversivos para el espectador si son excesivos.

##### Parte I, Sección II, Capítulo V: De las pasiones egoístas
El conjunto final de pasiones, o "pasiones egoístas", son el dolor y la alegría, que Smith considera no tan aversivos como las pasiones antisociales de la ira y el resentimiento, pero no tan benévolos como las pasiones sociales como la generosidad y la humanidad. Smith deja en claro en este pasaje que el espectador imparcial no simpatiza con las emociones antisociales porque oponen al ofendido y al ofensor, simpatizan con las emociones sociales porque se unen al amante y al amado al unísono, y se sienten en algún punto intermedio. con las pasiones egoístas, ya que son buenas o malas para una sola persona y no son desagradables pero no tan magníficas como las emociones sociales.
Sobre el dolor y la alegría, Smith señala que las pequeñas alegrías y el gran dolor seguramente serán devueltas con simpatía por parte del espectador imparcial, pero no en otros grados de estas emociones. Es probable que un gran gozo se encuentre con envidia, por lo que la modestia es prudente para alguien que ha alcanzado una gran fortuna o que sufre las consecuencias de la envidia y la desaprobación. Esto es apropiado ya que el espectador aprecia la "simpatía por nuestra envidia y aversión a su felicidad" del individuo afortunado, especialmente porque muestra preocupación por la incapacidad del espectador para corresponder la simpatía hacia la felicidad del individuo afortunado. Según Smith, esta modestia desgasta la simpatía tanto del afortunado como de los viejos amigos del afortunado y pronto se separan; Asimismo, el afortunado podrá adquirir nuevos amigos de mayor rango a los que también deberá ser modesto, disculpándose por la "mortificación" de ser ahora su igual:

Por lo general, se cansa demasiado pronto, y el orgullo hosco y receloso de uno y el desprecio descarado del otro lo provoca a tratar al primero con negligencia y al segundo con petulancia, hasta que finalmente se vuelve habitualmente insolente, y pierde la estima de todos ellos... esos cambios repentinos de fortuna rara vez contribuyen mucho a la felicidad (p. 66).

La solución es ascender en el rango social por pasos graduales, con el camino despejado para uno mediante la aprobación  antes  de que uno dé el siguiente paso, dando tiempo a la gente para adaptarse y evitando así cualquier "celo en aquellos a los que adelanta, o cualquier envidia". en los que deja atrás ".
Los pequeños placeres de la vida cotidiana son recibidos con simpatía y aprobación según Smith. Estas "nada frívolas que llenan el vacío de la vida humana" desvían la atención y nos ayudan a olvidar los problemas, reconciliándonos como con un amigo perdido.
Lo contrario es cierto para el dolor, con un pequeño dolor que no genera simpatía en el espectador imparcial, pero un gran dolor con mucha simpatía. Los pequeños dolores son probables, y apropiadamente, convertidos en broma y burla por parte del que sufre, ya que el que sufre sabe cómo quejarse de los pequeños agravios al espectador imparcial evocará el ridículo en el corazón del espectador, y así el que sufre simpatiza con esto, burlándose de sí mismo. hasta cierto grado.

#### Parte I, Sección III: De los efectos de la prosperidad y la adversidad sobre el juicio de la humanidad con respecto a la propiedad de la acción; y por qué es más fácil obtener su aprobación en un estado que en el otro
La sección 3 consta de 3 capítulos:
- Capítulo 1: Que aunque nuestra simpatía por el dolor es generalmente una sensación más viva que nuestra simpatía por la alegría, por lo general queda mucho más lejos de la violencia de lo que naturalmente siente la persona principalmente afectada.
- Capítulo 2: Del origen de la ambición y de la distinción de rangos
- Capítulo 3: De la corrupción de nuestros sentimientos morales, que es ocasionada por esta disposición a admirar a los ricos y a los grandes, y a despreciar o descuidar a las personas de condición pobre y miserable.

##### Parte I, Sección III, Capítulo II: Del origen de la ambición y de la distinción de rangos
El rico se enorgullece de sus riquezas, porque siente que naturalmente atraen sobre él la atención del mundo y que la humanidad está dispuesta a acompañarlo en todas esas agradables emociones que tan fácilmente lo inspiran las ventajas de su situación. Al pensar en esto, su corazón parece hincharse y dilatarse dentro de él, y por este motivo siente más cariño por su riqueza que por todas las demás ventajas que le proporciona. El pobre, al contrario, se avergüenza de su pobreza. Siente que, o lo aleja de la vista de la humanidad, o que, si se fijan en él, no tendrán, sin embargo, ningún sentimiento de simpatía por la miseria y la angustia que sufre.
¡Gran Rey, vive para siempre! Es el cumplido que, siguiendo la forma de la adulación oriental, deberíamos hacerlos fácilmente, si la experiencia no nos enseñara su absurdo. Cada calamidad que les sobreviene, cada daño que se les hace, excita en el pecho del espectador diez veces más compasión y resentimiento de lo que hubiera sentido si lo mismo hubiera sucedido con otros hombres. La indiferencia de los hombres por la miseria de sus inferiores, y el arrepentimiento y la indignación que sienten por las desgracias y sufrimientos de los que están por encima de ellos, podría imaginarse que el dolor debe ser más agonizante y las convulsiones de la muerte más terribles para las personas. de rango superior, que a los de las estaciones más malas.
Sobre esta disposición de la humanidad, de acompañar todas las pasiones de los ricos y poderosos, se funda la distinción de rangos y el orden de la sociedad. Incluso cuando las personas han llegado a este punto, tienden a ceder a cada momento y fácilmente recaen en su estado habitual de deferencia hacia aquellos a quienes estaban acostumbrados a considerar como sus superiores naturales. No pueden soportar la mortificación de su monarca. La compasión pronto reemplaza al resentimiento, olvidan todas las provocaciones pasadas, reviven sus viejos principios de lealtad y corren a restablecer la autoridad arruinada de sus viejos amos, con la misma violencia con que se habían opuesto. La muerte de Carlos I provocó la Restauración de la familia real. La compasión por Jacobo II cuando fue capturado por el populacho para escapar a bordo de un barco, casi había impedido la Revolución y la hizo continuar con más fuerza que antes.

##### Parte I, Sección III, Capítulo III: De la corrupción de nuestros sentimientos morales, que es ocasionada por esta disposición a admirar a los ricos y a los grandes, y a despreciar o descuidar a las personas de condición pobre y mezquina
Esta disposición a admirar, y casi a adorar, a los ricos y poderosos, y a despreciar, o, al menos, a descuidar a las personas de condición pobre y mezquina, aunque necesaria tanto para establecer como para mantener la distinción de rangos y el orden de los pueblos. la sociedad es, al mismo tiempo, la causa grande y más universal de la corrupción de nuestros sentimientos morales. Que la riqueza y la grandeza a menudo se consideran con el respeto y la admiración que se deben únicamente a la sabiduría y la virtud; y que el desprecio, del que el vicio y la locura son los únicos objetos adecuados, se concede a menudo de la manera más injusta a la pobreza y la debilidad, ha sido la queja de los moralistas de todas las épocas.
Deseamos ser respetables y ser respetados. Tememos ser despreciables y despreciados. Pero, al venir al mundo, pronto descubrimos que la sabiduría y la virtud no son en modo alguno los únicos objetos de respeto; ni vicio y necedad, de desprecio. Con frecuencia vemos las respetuosas atenciones del mundo dirigidas más fuertemente hacia los ricos y los grandes que hacia los sabios y virtuosos. Vemos con frecuencia los vicios y las locuras de los poderosos mucho menos despreciados que la pobreza y la debilidad de los inocentes. Merecer, adquirir y gozar del respeto y la admiración de la humanidad son los grandes objetos de ambición y emulación. Se nos presentan dos caminos diferentes, que conducen igualmente a la consecución de este objeto tan deseado; el primero, por el estudio de la sabiduría y la práctica de la virtud; el otro, por la adquisición de riquezas y grandezas. Se presentan dos personajes diferentes a nuestra emulación; el uno, de orgullosa ambición y ostentosa avidez. el otro, de humilde modestia y justicia equitativa. Se nos presentan dos modelos diferentes, dos imágenes diferentes, según las cuales podemos modelar nuestro propio carácter y comportamiento; el más llamativo y resplandeciente en su colorido; el otro, más correcto y más exquisitamente bello en su contorno: el que se impone a la atención de todos los ojos errantes; el otro, atrayendo la atención de casi cualquier cuerpo que no sea el más estudioso y atento del observador. Son los sabios y principalmente los virtuosos, aunque me temo que un grupo selecto, pero pequeño, que son los verdaderos y firmes admiradores de la sabiduría y la virtud. La gran multitud de la humanidad son los admiradores y adoradores y, lo que puede parecer más extraordinario, con mayor frecuencia los admiradores y adoradores desinteresados de la riqueza y la grandeza.
En las etapas superiores de la vida, lamentablemente el caso no siempre es el mismo. En las cortes de los príncipes, en los salones de los grandes, donde el éxito y la promoción dependen, no de la estima de iguales inteligentes y bien informados, sino del favor fantasioso y tonto de superiores ignorantes, presuntuosos y orgullosos; la adulación y la falsedad prevalecen con demasiada frecuencia sobre el mérito y las habilidades. En tales sociedades, las habilidades para complacer son más consideradas que las habilidades para servir. En tiempos tranquilos y pacíficos, cuando la tormenta está lejos, el príncipe, o el gran hombre, sólo desea divertirse, e incluso tiende a imaginar que apenas tiene ocasión para el servicio de nadie, o que aquellos que divertirle son suficientemente capaces de servirle. Las gracias externas, los logros frívolos de esa cosa impertinente y tonta que se llama hombre de moda, son comúnmente más admiradas que las virtudes sólidas y masculinas de un guerrero, un estadista, un filósofo o un legislador. Todas las virtudes grandes y terribles, todas las virtudes que pueden caber, ya sea para el consejo, el senado o el campo, son, por los aduladores insolentes e insignificantes, que comúnmente figuran más en sociedades tan corruptas, despreciadas con el mayor desprecio. y burla. Cuando el duque de Sully fue llamado por Lewis decimotercero para que le diera su consejo en alguna gran emergencia, observó a los favoritos y cortesanos murmurando entre sí y sonriendo ante su apariencia pasada de moda. "Siempre que el padre de Su Majestad", dijo el anciano guerrero y estadista, "me hacía el honor de consultarme, ordenaba a los bufones de la corte que se retiraran a la antecámara".
Es de nuestra disposición a admirar, y en consecuencia a imitar, a los ricos y grandes, que se les capacita para establecer, o para liderar lo que se llama la moda. Su vestido es el vestido de moda; el lenguaje de su conversación, el estilo de moda; su aire y su porte, el comportamiento de moda. Incluso sus vicios y locuras están de moda; y la mayor parte de los hombres se enorgullece de imitarlos y parecerse a ellos en las mismas cualidades que los deshonran y degradan. Los vanidosos a menudo se dan aires de un libertinaje de moda, que en su corazón no aprueban y del que, tal vez, en realidad no son culpables. Desean ser elogiados por lo que ellos mismos no consideran digno de alabanza, y se avergüenzan de las virtudes pasadas de moda que a veces practican en secreto y por las que secretamente tienen cierto grado de verdadera veneración. Hay hipócritas de riqueza y grandeza, así como de religión y virtud; y un hombre vanidoso tiende a fingir ser lo que no es, de una manera, como lo es un hombre astuto de otra. Asume el equipamiento y la espléndida forma de vida de sus superiores, sin considerar que lo que sea digno de alabanza en cualquiera de ellos, deriva todo su mérito y decoro de su adecuación a esa situación y fortuna que ambos requieren y pueden fácilmente sustentar el gasto. . Más de un hombre pobre coloca su gloria en ser considerado rico, sin considerar que los deberes (si se puede llamar a tales locuras con un nombre tan venerable) que esa reputación le impone, pronto lo reducirán a la mendicidad y harán que su situación sea aún más insoportable. más diferente al de aquellos a quienes admira e imita, de lo que había sido originalmente.

### Parte II. De mérito y demérito; o, de los Objetos de Recompensa y Castigo

#### Sección I. Del sentido del mérito y el demérito
Cap. I.  Que cualquier cosa que parezca ser el Objeto de Gratitud apropiado, parece merecer una Recompensa; y que, de la misma manera, cualquier cosa que parezca ser el Objeto de Resentimiento apropiado, parece merecer el Castigo 
Cap. II.  De los objetos adecuados de gratitud y resentimiento 
Cap. III.  Que donde no hay Aprobación de la Conducta de la Persona que confiere el Beneficio, hay poca Simpatía con la Gratitud de quien lo recibe: y que, por el contrario, donde no hay Desaprobación de los Motivos de la Persona quien hace la travesura, no hay ningún tipo de simpatía con el resentimiento de quien la padece 
Cap. V. El análisis del sentido de mérito y demérito

#### Sección II. De justicia y beneficencia
Cap. I.  Comparación de esas dos virtudes 
Cap. II.  Del sentido de la justicia, del remordimiento y de la conciencia del mérito 
Cap. III.  De la utilidad de esta constitución de la Naturaleza 
Cap. IV. Recapitulación de los capítulos anteriores

#### Sección III. De la influencia de la fortuna en los sentimientos de la humanidad, con respecto al mérito o demérito de las acciones
Cap. I.  De las causas de esta influencia de la fortuna 
Cap. II.  De la magnitud de esta influencia de la fortuna 
Cap. III.  De la causa final de esta irregularidad de sentimientos 

### Parte V, Capítulo I: De la influencia de la costumbre y la moda sobre los sentimientos de aprobación y desaprobación
Smith sostiene que dos principios, la costumbre y la moda, influyen de forma generalizada en el juicio. Estos se basan en el concepto psicológico moderno de asociatividad: los estímulos presentados de cerca en el tiempo o el espacio se vinculan mentalmente con el tiempo y la exposición repetida. En las propias palabras de Smith:

Cuando con frecuencia se han visto dos objetos juntos, la imaginación requiere el hábito de pasar fácilmente de uno a otro. Si el primero va a aparecer, damos cuenta de que el segundo va a seguir. Por su propia voluntad, nos recuerdan el uno al otro, y la atención se desliza fácilmente a lo largo de ellos. (pág.1)

Respecto a la costumbre, Smith sostiene que la aprobación ocurre cuando los estímulos se presentan de acuerdo a cómo uno está acostumbrado a verlos y la desaprobación ocurre cuando se presentan de una manera a la que uno no está acostumbrado. Por lo tanto, Smith defiende la relatividad social del juicio, lo que significa que la belleza y la corrección están determinadas más por lo que uno ha estado expuesto anteriormente que por un principio absoluto. Aunque Smith otorga mayor peso a esta determinación social, no descarta por completo los principios absolutos, sino que sostiene que las evaluaciones rara vez son incompatibles con la costumbre, por lo que le da más peso a las costumbres que a los absolutos:

Sin embargo, no se me puede inducir a creer que nuestro sentido de la belleza externa se base totalmente en la costumbre... Pero aunque no puedo admitir que la costumbre es el único principio de la belleza, puedo permitir que la verdad de este ingenioso sistema conceder, que hay escasa forma externa para agradar, si bien contraria a la costumbre... (págs. 14-15).

Smith continúa argumentando que la moda es una "especie" particular de costumbre. La moda es específicamente la asociación de estímulos con personas de alto rango, por ejemplo, cierto tipo de ropa con una persona notable como un rey o un artista de renombre. Esto se debe a que los modales "agraciados, tranquilos y dominantes de la gran" persona se asocian frecuentemente con los otros aspectos de la persona de alto rango, otorgando así a los otros aspectos la cualidad "graciosa" de la persona. De esta forma los objetos se ponen de moda. Smith incluye no solo ropa y muebles en el ámbito de la moda, sino también el gusto, la música, la poesía, la arquitectura y la belleza física.
Smith también señala que la gente debería ser relativamente reacia a cambiar los estilos a los que están acostumbrados, incluso si un nuevo estilo es igual o ligeramente mejor que la moda actual: "Sería ridículo un hombre que apareciera en público con un traje bastante diferente de los que se usan comúnmente, aunque el vestido nuevo sea muy elegante o conveniente ".
La belleza física, según Smith, también está determinada por el principio de la costumbre. Argumenta que cada "clase" de cosas tiene una "conformación peculiar que es aprobada" y que la belleza de cada miembro de una clase está determinada por el grado en que tiene la manifestación más "habitual" de esa "conformación":

Así, en la forma humana, la belleza de cada rasgo reside en un cierto medio, igualmente alejado de una variedad de otras formas que son feas. (pp. 10–11).

### Parte V, Capítulo II: De la influencia de la costumbre y la moda en los sentimientos morales
Smith sostiene que la influencia de la costumbre se reduce en la esfera del juicio moral. Específicamente, argumenta que hay cosas "malas" que ninguna costumbre puede aprobar:

Pero el carácter y la conducta de un Nerón o de un Claudio son aquello con lo que ninguna costumbre nos reconciliará jamás, lo que ninguna moda volverá jamás agradable; pero el uno siempre será objeto de pavor y odio; el otro de desprecio y burla. (págs. 15-16).

Smith además defiende un bien y un mal "natural", y que la costumbre amplifica los sentimientos morales teoría del sentido moral cuando las costumbres de uno son consistentes con la naturaleza, pero amortigua los sentimientos morales cuando las costumbres de uno son inconsistentes con la naturaleza.
La moda también influye en el sentimiento moral. Los vicios de las personas de alto rango, como el libertinaje de Carlos VIII, se asocian a la "libertad e independencia, a la franqueza, generosidad, humanidad y cortesía" de los "superiores" y por ello los vicios están dotados de estas características.